# ㅖ
ㅖ는 한글의 모음 중 하나로 ㅕ와 ㅣ가 합쳐진 글자이다.
중세 한국어에서 ㅖ는 ㅕ와 ㅣ가 이어서 발음되는 이중모음이었던 것으로 추측이 되며 18세기에서 19세기 사이에 ㅔ의 발음 변화와 함께 현재의 [je]로 바뀌었다. ㅐ·ㅔ의 경우처럼, 현대 한국어 화자들은 세대를 지날수록 ㅒ·ㅖ를 변별하지 못하고 있다.
이중모음 ㅕ와 단모음 ㅣ가 합쳐저 삼중모음으로 구분되기도 한다.
| 자명 | 예                           |
| 발음 | 어두 : [ je ], 어중 : [ ʲe ] |
| 이음 | 어두 : [ je̞ ], 어중 : [ ʲe̞ ] |

## 코드값
| 종류                  | 글자 | 유니코드 | HTML     |
| --------------------- | ---- | -------- | -------- |
| 한글 호환 자모 영역   | ㅖ   | U+3156   | &#12630; |
| 한글 자모 영역        | ᅟᅨ   | U+1168   | &#4456;  |
| 한양 사용자 정의 영역 |   | U+F81A   | &#63514; |
| 반각                  | ￋ    | U+FFCB   | &#65483; |